# هیدگشگ
هیدِگشِگ (به مجاری:  Hidegség) یک شهرداری در مجارستان است که در دیور-موشون-شوپرون واقع شده‌است. هیدگشگ ۱۶٫۸۱ کیلومتر مربع مساحت و ۳۱۴ نفر جمعیت دارد.